# Denversaurus

Denversaurus schlessmani is een uitgestorven plantenetende ornithischische dinosauriër, behorend tot de Ankylosauria, die tijdens het Laat-Krijt leefde in het gebied van het huidige Noord-Amerika
In 1922 vond Philip Reinheimer, een verzamelaar en technicus in dienst van het Colorado Museum of Natural History, de voorloper van het huidige Denver Museum of Nature and Science, bij de Dwito of Twito Ranch in Corson County, South Dakota, het fossiel van een ankylosauriër. In 1943 werd de vondst door Barnum Brown toegewezen aan Edmontonia longiceps.
In 1988 echter benoemde Robert Thomas Bakker er een apart geslacht en soort voor: Denversaurus schlessmani. De geslachtsnaam verwijst naar Denver, de locatie van het fossiel. De soortaanduiding eert Lee E. Schlessman, die een belangrijke sponsor van het museum geweest was en een Schlessman Family Foundation oprichtte.

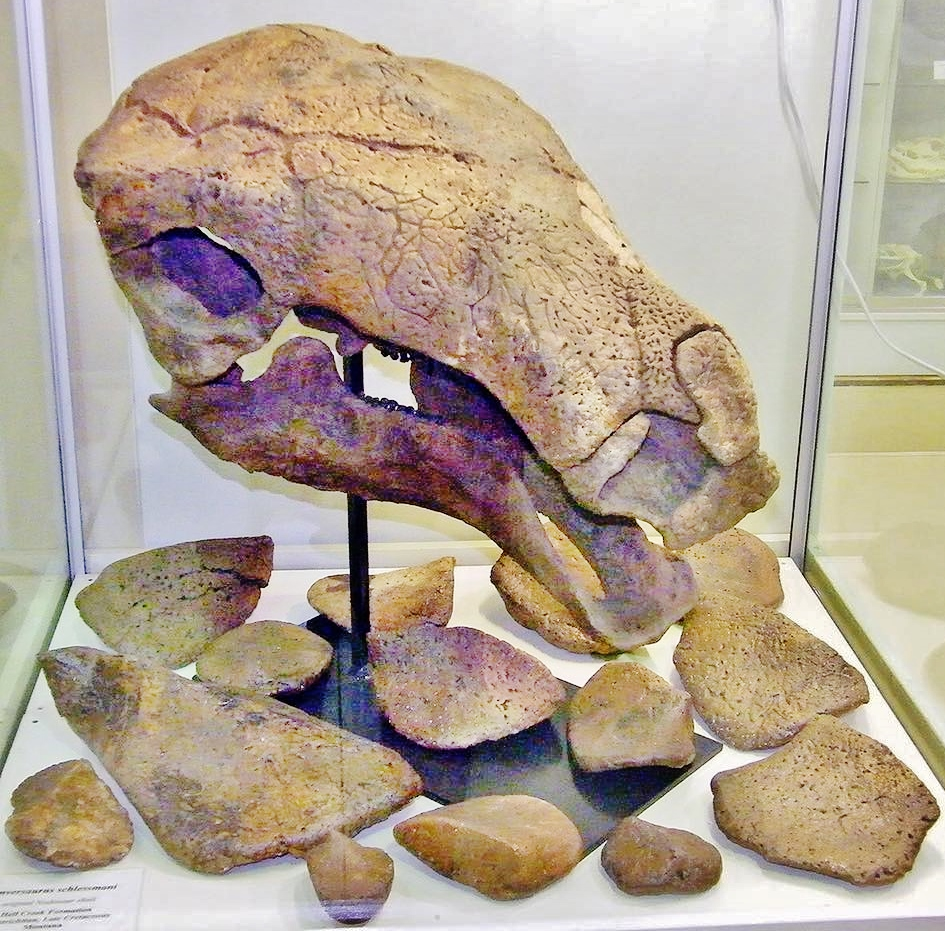
De schedel

Het holotype DMNH 468 is gevonden in een laag van de Lanceformatie die dateert uit het late Maastrichtien, ongeveer zevenenzestig miljoen jaar oud. Het bestaat uit een schedel zonder onderkaken, en wat beenschubben. Door Bakker werd een tweede specimen toegewezen. Het betreft AMNH 3076, een schedel door Brown en Roland Bird gevonden bij de Tornillo Creek in Brewster County, Texas, in een laag van de Agujaformatie, mogelijk ook uit het Maastrichtien.
Later groef het commerciële Black Hills Institute in Niobrara County, Wyoming, in de Lanceformatie, een heel skelet op, bijgenaamd 'Tank', met delen van de romp, onderkaken en een honderdtal pantserplaten. Het specimen werd door het bedrijf toegewezen aan Denversaurus en er kan onder die naam een afgietsel van gekocht worden. Het wordt bewaard in het Rocky Mountain Dinosaur Resource Center maar is grotendeels nog onbeschreven. Het inventarisnummer is BHI 127327.
Volgens een schatting van Gregory S. Paul uit 2010, werd Denversaurus zes meter lang en drie ton zwaar.
Volgens Bakker onderscheidde Denversaurus zich van Edmontonia longiceps vooral door een achteraan bredere schedel waarin de ogen ook meer naar achter geplaatst waren. Inderdaad is de schedel van het holotype opvallend breed, 496 bij 346 millimeter metend. Bij het tweede specimen is dit echter minder sterk; het meet 395 bij 220 millimeter. De oogkassen lijken ook meer verticaal gericht en staan dichter bij het onderste slaapvenster, terwijl het jukbeen sterker zijwaarts is uitgegroeid. Daarnaast is de snuit rechter en wat meer ingesnoerd door in bovenaanzicht bredere neusgaten die ook opvallend ver naar achteren doorlopen.
Denversaurus leefde een drie à vier miljoen jaar later dan Edmontonia longiceps. Dat op zich maakt het minder waarschijnlijk dat het om dezelfde soort gaat. Sommige onderzoekers zien toch beide soorten als identiek, de door Bakker aangevoerde verschillen verklarend uit vervorming of individuele variatie. Problematisch is daarbij echter dat de verbreding achter de oogkassen gedeeld wordt met Chassternbergia die juist ouder is dan Edmontonia longiceps wat een splitsing van de afstammingslijnen suggereert. Anderen spreken van een Edmontonia sp. maar omdat die species in feite al is benoemd, impliceert de aanvaarding van twee soorten het erkennen van minstens een Edmontonia schlessmani, een stap die Paul dan ook gezet heeft, in navolging van Adrian Hunt en Spencer Lucas in 1992. De beschrijving van 'Tank' zou de situatie zeer kunnen ophelderen, mits er autapomorfieën gedeeld worden met het holotype.
Denversaurus werd door Bakker in een Edmontoniidae geplaatst maar behoort volgens moderne inzichten tot de Nodosauridae en zou volgens Paul de directe afstammeling van Edmontonia longiceps kunnen zijn. Een analyse uit 2015 had echter als resultaat dat hij de zustersoort was van Panoplosaurus, gebaseerd op het gedeelde bezit van troggen tussen bolle caputegulae, osteodermen op de kop. Op grond van die positie werd het geslacht door de studie als geldig gezien. Denversaurus is de laatste nodosauride die bekend is. Omdat hij niet in het allerlaatste Maastrichtien is teruggevonden, is wel gesuggereerd dat de Nodosauridae als geheel nog voor de K-T-overgang zouden zijn uitgestorven maar dat is moeilijk te toetsen.